# Courdemanche (Sarthe)
Courdemanche – miejscowość i gmina we Francji, w regionie Kraj Loary, w departamencie Sarthe.
Według danych na rok 1990 gminę zamieszkiwało 628 osób, a gęstość zaludnienia wynosiła 26 osób/km² (wśród 1504 gmin Kraju Loary Courdemanche plasuje się na 769. miejscu pod względem liczby ludności, natomiast pod względem powierzchni na miejscu 421.).